# La Ferrière-Airoux
Pour les articles homonymes, voir La Ferrière.
La Ferrière-Airoux est une commune du Centre-Ouest de la France située dans le département de la Vienne, en région Nouvelle-Aquitaine.

## Géographie
Les citoyens de La Ferrière-Airoux sont nommés les Ferrierois et les Ferrieroises.
La Ferrière-Airoux est une commune rurale.

### Localisation
La grande ville la plus proche de la commune est Poitiers qui se trouve à 29,5 km à l'est, à vol d'oiseau.

### Communes limitrophes
|                         | Magné              | Brion           |
| Champagné-Saint-Hilaire | La Ferrière-Airoux | Saint-Secondin  |
| Sommières-du-Clain      |                    | Château-Garnier |

### Climat
Le climat qui caractérise la commune est qualifié, en 2010, de « climat océanique altéré », selon la typologie des climats de la France qui compte alors huit grands types de climats en métropole. En 2020, la commune ressort du même type de climat dans la classification établie par Météo-France, qui ne compte désormais, en première approche, que cinq grands types de climats en métropole. Il s’agit d’une zone de transition entre le climat océanique, le climat de montagne et le climat semi-continental. Les écarts de température entre hiver et été augmentent avec l'éloignement de la mer. La pluviométrie est plus faible qu'en bord de mer, sauf aux abords des reliefs.
Les paramètres climatiques qui ont permis d’établir la typologie de 2010 comportent six variables pour les températures et huit pour les précipitations, dont les valeurs correspondent à la normale 1971-2000. Les sept principales variables caractérisant la commune sont présentées dans l'encadré ci-après.
| Paramètres climatiques communaux sur la période 1971-2000 - Moyenne annuelle de température : 11,8 °C - Nombre de jours avec une température inférieure à −5 °C : 2 j - Nombre de jours avec une température supérieure à 30 °C : 6,3 j - Amplitude thermique annuelle : 14,9 °C - Cumuls annuels de précipitation : 819 mm - Nombre de jours de précipitation en janvier : 11,4 j - Nombre de jours de précipitation en juillet : 6,9 j |

Avec le changement climatique, ces variables ont évolué. Une étude réalisée en 2014 par la Direction générale de l'Énergie et du Climat complétée par des études régionales prévoit en effet que la  température moyenne devrait croître et la pluviométrie moyenne baisser, avec toutefois de fortes variations régionales. La station météorologique de Météo-France installée sur la commune et mise en service en 1990 permet de connaître en continu l'évolution des indicateurs météorologiques. Le tableau détaillé pour la période 1981-2010 est présenté ci-après.
| Mois                                  | jan.          | fév.           | mars           | avril         | mai           | juin          | jui.          | août          | sep.          | oct.          | nov.          | déc.         | année      |
| ------------------------------------- | ------------- | -------------- | -------------- | ------------- | ------------- | ------------- | ------------- | ------------- | ------------- | ------------- | ------------- | ------------ | ---------- |
| Température minimale moyenne (°C)     | 2,1           | 1,8            | 3,7            | 5,3           | 9             | 12            | 13,5          | 13,5          | 10,4          | 8,5           | 4,6           | 2,3          | 7,3        |
| Température moyenne (°C)              | 5,2           | 5,8            | 8,6            | 10,6          | 14,6          | 18,1          | 19,9          | 20            | 16,3          | 13            | 8,2           | 5,3          | 12,2       |
| Température maximale moyenne (°C)     | 8,2           | 9,7            | 13,5           | 15,9          | 20,2          | 24,1          | 26,2          | 26,4          | 22,3          | 17,5          | 11,7          | 8,2          | 17         |
| Record de froid (°C) date du record   | −12 09.01.09  | −16,8 09.02.12 | −10,8 01.03.05 | −4,2 08.04.21 | −1,4 03.05.21 | 3,5 03.06.06  | 6,5 13.07.93  | 3,9 30.08.93  | 0,3 20.09.12  | −4,1 30.10.97 | −8,6 22.11.93 | −12 19.12.09 | −16,8 2012 |
| Record de chaleur (°C) date du record | 17,1 05.01.99 | 23,1 27.02.19  | 25,3 31.03.21  | 29,2 30.04.05 | 32,9 29.05.01 | 37,6 30.06.15 | 40,2 23.07.19 | 39,7 07.08.20 | 35,6 14.09.20 | 30,7 02.10.11 | 23,6 08.11.15 | 19 07.12.00  | 40,2 2019  |
| Précipitations (mm)                   | 73,1          | 51,1           | 58,9           | 64,6          | 57,5          | 58,1          | 52            | 54,6          | 60,9          | 78,2          | 82,4          | 79,8         | 771,2      |

### Voies de communication et transports
Les gares les plus proches se trouvent à Anché (11,43 km), à Vivonne (15,26 km), à Blanzay (16,05 km), à Iteuil (19 km) ou à Ligugé (22,56 km).

## Urbanisme

### Typologie
Au 1er janvier 2024, La Ferrière-Airoux est catégorisée commune rurale à habitat très dispersé, selon la nouvelle grille communale de densité à sept niveaux définie par l'Insee en 2022.
Elle est située hors unité urbaine. Par ailleurs la commune fait partie de l'aire d'attraction de Poitiers, dont elle est une commune de la couronne,. Cette aire, qui regroupe 97 communes, est catégorisée dans les aires de 200 000 à moins de 700 000 habitants,.

### Occupation des sols
L'occupation des sols de la commune, telle qu'elle ressort de la base de données européenne d’occupation biophysique des sols Corine Land Cover (CLC), est marquée par l'importance des territoires agricoles (96,4 % en 2018), une proportion sensiblement équivalente à celle de 1990 (96,5 %). La répartition détaillée en 2018 est la suivante : 
terres arables (76,8 %), zones agricoles hétérogènes (12,2 %), prairies (7,4 %), forêts (2,5 %), zones urbanisées (1 %), mines, décharges et chantiers (0,1 %). L'évolution de l’occupation des sols de la commune et de ses infrastructures peut être observée sur les différentes représentations cartographiques du territoire : la carte de Cassini (XVIIIe siècle), la carte d'état-major (1820-1866) et les cartes ou photos aériennes de l'IGN pour la période actuelle (1950 à aujourd'hui).

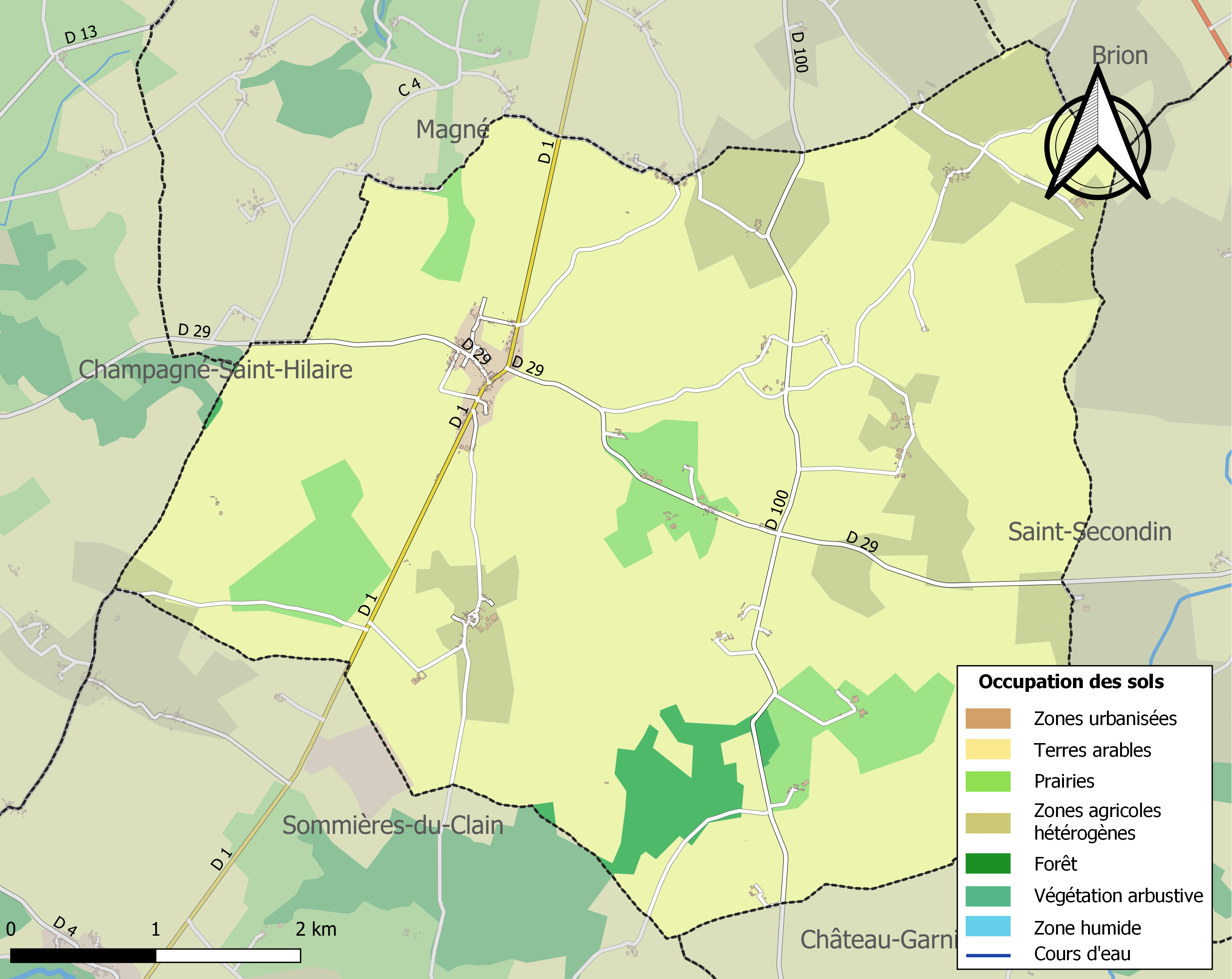
Carte des infrastructures et de l'occupation des sols de la commune en 2018 (CLC).

### Risques majeurs
Le territoire de la commune de La Ferrière-Airoux est vulnérable à différents aléas naturels : météorologiques (tempête, orage, neige, grand froid, canicule ou sécheresse), mouvements de terrains et séisme (sismicité modérée). Il est également exposé à un risque technologique,  le transport de matières dangereuses. Un site publié par le BRGM permet d'évaluer simplement et rapidement les risques d'un bien localisé soit par son adresse soit par le numéro de sa parcelle.

#### Risques naturels

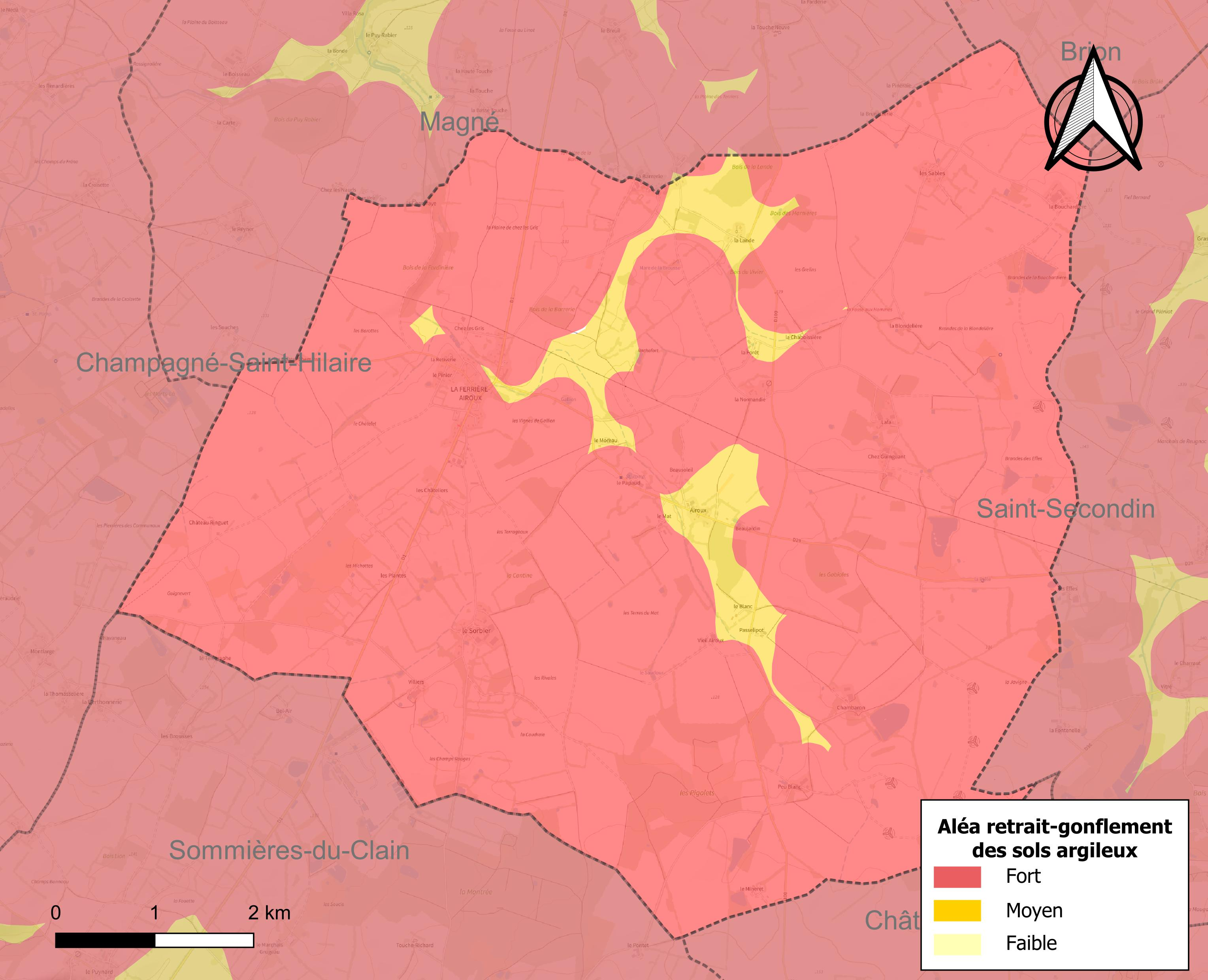
Carte des zones d'aléa retrait-gonflement des sols argileux de La Ferrière-Airoux.

Les mouvements de terrains susceptibles de se produire sur la commune sont des tassements différentiels. Le retrait-gonflement des sols argileux est susceptible d'engendrer des dommages importants aux bâtiments en cas d’alternance de périodes de sécheresse et de pluie. La totalité de la commune est en aléa moyen ou fort (79,5 % au niveau départemental et 48,5 % au niveau national). Depuis le 1er octobre 2020, en application de la loi ÉLAN, différentes contraintes s'imposent aux vendeurs, maîtres d'ouvrages ou constructeurs de biens situés dans une zone classée en aléa moyen ou fort,.
La commune a été reconnue en état de catastrophe naturelle au titre des dommages causés par les inondations et coulées de boue survenues en 1982, 1983, 1999 et 2010, par la sécheresse en 1989, 1991, 2003, 2005, 2011 et 2017 et par des mouvements de terrain en 1999 et 2010.

## Toponymie
Le nom de la commune de la Ferrière provient du latin ferraria qui signifie mine de fer et provient de l'existence d'anciens gisements de fer. Le nom Airoux signifie aride en ancien français. Il pourrait provenir aussi du poitevin arour qui signifie temps sec ou sécheresse,

## Histoire
Elle s'est formée en 1822 de la réunion des communes de La Ferrière et d'Airoux.

## Politique et administration

### Liste des maires
| Période   | Période         | Identité     | Étiquette | Qualité                                                           |
| --------- | --------------- | ------------ | --------- | ----------------------------------------------------------------- |
| mars 2001 | en cours (2008) | Rémy Coopman | Droite    | Ingénieur, président de la communauté de communes du Pays Gencéen |

### Instances judiciaires et administratives
La commune relève du tribunal d'instance de Poitiers, du tribunal de grande instance de Poitiers, de la cour d'appel  Poitiers, du tribunal pour enfants de Poitiers, du conseil de prud'hommes de Poitiers, du tribunal de commerce de Poitiers, du tribunal administratif de Poitiers et de la cour administrative d'appel  de  Bordeaux, du tribunal des pensions de Poitiers, du tribunal des affaires de la Sécurité sociale de la Vienne, de la cour d’assises de la Vienne.

## Démographie
L'évolution du nombre d'habitants est connue à travers les recensements de la population effectués dans la commune depuis 1793. Pour les communes de moins de 10 000 habitants, une enquête de recensement portant sur toute la population est réalisée tous les cinq ans, les populations de référence des années intermédiaires étant quant à elles estimées par interpolation ou extrapolation. Pour la commune, le premier recensement exhaustif entrant dans le cadre du nouveau dispositif a été réalisé en 2005.

En 2022, la commune comptait 334 habitants, en évolution de +3,09 % par rapport à 2016 (Vienne : +0,6 %, France hors Mayotte : +2,11 %).
| 1793 | 1800 | 1806 | 1821 | 1831 | 1836 | 1841 | 1846 | 1851 |
| ---- | ---- | ---- | ---- | ---- | ---- | ---- | ---- | ---- |
| 176  | 141  | 167  | 176  | 437  | 452  | 500  | 488  | 501  |

| 1856 | 1861 | 1866 | 1872 | 1876 | 1881 | 1886 | 1891 | 1896 |
| ---- | ---- | ---- | ---- | ---- | ---- | ---- | ---- | ---- |
| 540  | 502  | 550  | 540  | 535  | 557  | 588  | 581  | 579  |

| 1901 | 1906 | 1911 | 1921 | 1926 | 1931 | 1936 | 1946 | 1954 |
| ---- | ---- | ---- | ---- | ---- | ---- | ---- | ---- | ---- |
| 566  | 574  | 588  | 546  | 533  | 502  | 494  | 496  | 455  |

| 1962 | 1968 | 1975 | 1982 | 1990 | 1999 | 2005 | 2006 | 2010 |
| ---- | ---- | ---- | ---- | ---- | ---- | ---- | ---- | ---- |
| 416  | 382  | 321  | 270  | 281  | 293  | 315  | 324  | 350  |

| 2015 | 2020 | 2022 | - | - | - | - | - | - |
| ---- | ---- | ---- | - | - | - | - | - | - |
| 327  | 331  | 334  | - | - | - | - | - | - |

En 2008, selon l’Insee, la densité de population de la commune était de 12 hab./km2 contre 61 hab./km2 pour le département, 68 hab./km2 pour la région Poitou-Charentes et 115 hab./km2 pour la France.
La Ferrière-Airoux a connu une nette hausse de 20,8 % de sa population de 1999 à 2005.
Les dernières statistiques démographiques pour la commune ont été fixées en 2009 et publiées en 2012. Il ressort que la mairie administre une population totale de 346. À cela, il faut soustraire les résidences secondaires (quatre personnes) pour constater que la population permanente sur le territoire de la commune est de 342 habitants.
La répartition de la population par sexe, selon l'Insee, est :
- en 1999 : 51,5 % pour les hommes et 48,5 % pour les femmes.
- en 2005 : 52,4 % pour les hommes et 47,6 % pour les femmes.

En 2005,selon l'Insee :
- Le nombre de célibataires était de 37,1 %,
- Les couples mariés représentaient 48,2 % de la population,
- Les divorcés représentaient 5,6 %,
- Le nombre de veuves et veufs était de 9,2 % de la population.

## Économie

### Emploi
Le taux de chômage dans la commune :
- en 1999 était de 12,70 %.
- en 2005 était de 11,90 %.

Le pourcentage de retraités et de pré-retraités était de :
- 20,50 % en 1999.
- 21,30 % en 2005.

Le taux d'activité était :
- de 68,60 % en 1999.
- de 78,20 % en 2005.

### Agriculture
Selon la direction régionale de l'Alimentation, de l'Agriculture et de la Forêt de Poitou-Charentes, le nombre d'exploitations agricoles a augmenté faiblement entre 2000 et 2010. Ce qui est exceptionnel dans le département de la Vienne. Le nombre est passé de 27 à 28.
Les surfaces agricoles utilisées ont, en revanche, diminué et sont passées de 2 677 hectares en 2000 à 2 602 hectares en 2010. 48 % sont destinées à la culture des céréales (blé tendre essentiellement mais aussi orge et maïs), 24 % pour les oléagineux (3/4 en colza et 1/4 en tournesol), 22 % pour le fourrage et 1 % reste en herbes. En 2010, un hectare (2 en 2000) est consacré à la vigne.
9 exploitations en 2010 (contre 10 en 2000) abritent un élevage de bovins (1 423 têtes en 2010 contre 1 235 têtes en 2000). C’est un des troupeaux de bovins les plus importants de la Vienne qui rassemblent 48 000 têtes en 2011. 4 exploitations en 2010 (contre 7 en 2000) abritent un élevage d'ovins (130 têtes en 2010 contre 217 têtes en 2000). L'élevage de volailles a connu une baisse: 224 têtes en 2000 répartis contre 146 têtes en 2010. L'élevage de chèvres a disparu en 2010 (650 têtes sur 5 fermes en 2000).

## Culture locale et patrimoine

### Lieux et monuments
- L'église Notre-Dame de La Ferrière-Airoux est inscrite comme Monument Historique en 1935 pour son élévation et son portail[27]. Sa façade ouest est en effet romane.

### Personnalités liées à la commune
- Eudes de Deuil, abbé de La Ferrière et chroniqueur de la deuxième croisade dans laquelle il suit Aliénor d'Aquitaine.

### Articles de Wikipédia
- Liste des communes de la Vienne
- Liste des anciennes communes de la Vienne